# Пісочне (Ковельський район)
Пісо́чне — село в Україні, у Ковельському районі Волинської області. До 2016 року село було центром і єдиним населеним пунктом Пісочненської сільської ради.З 1 липня 2016 року входить до складу Поворської сільської громади. Населення села згідно з переписом населення 2001 року становило 811 осіб, згідно з переписом 1989 року становило 950 осіб. 

## Короткі відомості
Від 1987 року функціонує Пісочненська загальноосвітня школа I—III ступенів, де навчається близько 100 учнів.

## Історія
Точних відомостей щодо року заснування поки що не знайдено. 
Перша згадка про село Пісочне датується 28 травня 1498 р., коли воно було передане  Івашкові Пишневичу, Великим Князем Литовським Олександром на прохання найвищого гетьмана і Брацлавського та Вінницького намісника князя Костянтина Івановича Острозького. У привілеї І. Пишневича названо «дворянином нашим», тобто таким, що перебуває на великокнязівській службі. Згідно з цим документом, він і далі мав служити великому князеві – з одного (з п’яти дарованих) дворищ; решта – чотири дворища були надані йому у власність. Оскільки про видання цього привілею клопотав князь К.І. Острозький, то можна стверджувати, що І. Пишневич служив і йому. Звідки він був родом, встановити не вдалося. Йменували його Старимзаконом  тому, мабуть, що мав єврейське коріння або, не маючи його, сповідував юдаїзм чи мав якийсь інший стосунок до нього. Помер «в молодості літ». Від Пісочного представники його роду звалися Пісочинськими. Дружиною І. Пишневича була Огрефіна з Рудецьких – шляхетського роду Луцького повіту Волинської землі/воєводства . П’ять дворищ у Пісочному, дарованих Івашкові Пишневичу Великим Князем Литовським складали на той час разом з прилеглими угіддями, напевно, увесь цей маєток, і в такому разі І. Пишневич виявився одноосібним його утримувачем. Маєток зрештою став однойменним селом. 
Єдиним їхнім сином (не виключено, що й єдиною дитиною) був Гнівош.Про нього відомо, що він входив до складу комори названого вище князя К.І. Острозького, тобто належав до найближчого його оточення – виконував важливіші його доручення; відомо також, що був він служебником Троцького воєводи, Брацлавського і Вінницького старости князя Іллі Костянтиновича Острозького, супроводжував його на війні, двічі виїздив на службу (імовірно, військову) до Угорщини, повернувшись звідти остаточно додому, оженився.
Успадкувавши від батька Пісочно, Гнівош Пісочинський формально володів ним до кінця 1540 р., коли, з дозволу короля Польського і Великого Князя Литовського Сиґізмунда I, він продав його за 400 кіп литовських грошів маршалкові Волинської землі і Володимирському старості князю Федорові Андрійовичу Санґушку, а фактично – до моменту доплати йому останнім решти 190 кіп з даної суми: князь зобов’язався сплатити Гнівошеві 190 кіп на Великдень 14-го індикту, а той, зі свого боку, зобов’язався (очевидно, на вимогу князя) на той же час «ограничити» Пісочно, що означало – визначити його межі, аби князь знав про них. Виконання цих зобов’язань мало знаменувати перехід Пісочного у повне і безумовне володіння князя. 3 травня 1541 р. домовлене «ограничення» сталося. Воно звелося до фіксації при свідках меж Пісочного на всій їх протяжності з маєтками Ставком, Радошином, Козлиничами, Мельницею, Поворськом, Кречевичами та опису цих меж у документі, складеному в Пісочному 5 травня 1541 р. Відомостей про доплату князем Ф.А. Санґушком 190 кіп не маємо, та нема підстав сумніватися в тому, що її було здійснено: того ж таки 5 травня Г. Пісочинський зобов’язався захищати права Ф.А. Санґушка на Пісочно, що можна трактувати, як визнання ним повного переходу цього маєтку у володіння князя; збереглися згадки за 1542 і 1547 рр., які засвідчують це володіння.
Принагідно потрібно вказати на те, що у 1538 або 1539 р. за наполяганням Гнівоша Пісочинського, викликаним намаганням подолати «межові» незгоди, відбулося розграничення Пісочного і села Поворська, котрим володів князь І. К. Острозький в першому з цих років тому, що 15 березня 1538 р. датовано лист цього князя до луцького ключника і мостовничого Дахна Василевича з проханням, щоб той з його боку був суддею при розграниченні цих сіл (ймовірно, в листі йшлося про суддівство полюбовне); в серпні 1539 р. помер І.К. Острозький, за життя якого це розграничення було проведено. Про цю акцію розповіли, на прохання Л. Пісочинського (мету прохання розповіді не подають), її учасники, делеговані цим князем, як-от: Андрій Овсяник Волковський – у своєму зізнанні 14 січня 1584 р. перед Кременецьким земським судом (зізнання дійшло до нас у виписі з книги цього суду (зробленому тоді ж) і володимирський земський суддя Богдан Костюшкович Хоболтовський – у своєму листі (за висловом його автора – «правдивому свідоцтві») від 9 березня 1584 р.з боку князя Гурко Омелянський, Грицько Пр[…] Деревенецький, з боку Г. Пісочинського – Єсько Ясениницький (це – «присутній» в згаданому вище зізнанні Гнівоша Сторожинського від 14 січня 1584 р. Єсеницький, як і той, – шурин Г. Пісочинського, жонатий на зведеній сестрі останнього Настасії і «сусіди», що тримали маєток Мельницю. Як знавці маєткових меж свідчили піддані з Пісочного і Поворська. Г. Пісочинському довелося перед князівськими комісарами «покласти» великокнязівський привілей на Пісочно, виданий Івашкові Пишневичу (очевидно, для доведення своїх прав на володіння ним) і «показати» опис меж цього маєтку. Комісари начебто на все це зважили і наведені їм межі підтвердили («заховали»). Б. Костюшкович Хоболтовський засвідчив, що йому судилося в розграниченні взяти участь спільно з «іншими приятелями» І.К. Острозького й А. Овсяником Волковським, і повторив сказане про пред’явлення Г. Пісочинським привілею й опису меж (частина листа Б. Костюшковича Хоболтовського про розмежування сильно пошкоджена, тому не про все сказане ним стосовно цієї акції, вдалося дізнатися).
23 травня 1542 р. Ф.А. Санґушком село було передано Мілецькому монастирю патроном та власником котрого він тоді був(село залишалося власністю князів Сагушків однак упосередковоно, напряму ж Пісочним володів ігумен монастиря). 
Як духовний бенефіцій, село фіґурує в заповіті  Ф.А. Санґушка від 1547 р. 
При описі Луцького замку 1552 р. зазначено що "міст перед в'їздом довжиною 20 сажнів а шириною 4 сажні і дерево на цей міст возили люди з володінь землевласницьких: з Божне, з Любитова, з Радошина, з Велицька, з Битня, з Сільця, з Голобів, з Пісочна, з Порська". 
У 1562 р. Роман і Ярослав Федоровичі Санґушки скаржилися на підданих Францишка Фальчевського(у володінні котрого на той час було село Козлиничі) у зв'язку з порушенням ними межових знаків монастирського села Пісочне.
У 1569 р. Пісочне нараховувало 20 димів і 16 городів («огородники песочинскиє, которые толко на огородех седят, земли не мают, на роботу ходят»).
Після смерті Ф.А. Санґушка власниками Пісочного були його нащадки, перші з яких – його сини Дмитро, Канівський, Черкаський і Житомирський староста, і Роман, староста Житомирський, у 1566–1571 рр. Брацлавський воєвода.
Невідомо, чи Гнівош Пісочинський робив спроби повернути собі Пісочне. Натомість відомо, що його син Лаврин, по досягненні свого повноліття, під час роботи сейму Речі Посполитої 1570 р. у господі волинського воєводи, Брацлавського, Вінницького і Луцького старости князя Богуша Федоровича Корецького, що розташовувалася в одній з Варшавських кам’яниць, звернувся з проханням до присутнього князя Романа Федоровича Санґушка дозволити йому викупити Пісочно. Князь пообіцяв прохання задовольнити, але обіцянки своєї не виконав, хоча для виконання її мав часу вдосталь, доки жив.
11 травня 1576 р. несухоїзький намісник «кнегини Миколаєвоє Збаражскоє, старостиноє кремянецкоє, кнегини Ганны Деспотовны» від імени княгині та її онука Романа Санґушка висунув претензії до підданих Івана Хрінницького та Яна Бокія зі с. Обзир, які «на власном грунте их мл панов моих манастыра Мелецкого Песочинском новины гвалтовне покопали и посеяли, пчолы подрали в деревех бортных, знамена повытесовали на врочищу за рекою Стобохвою, остров влостный села Песочинского(Пісочного) новины палечи, пожаром выпалили, там же дей в том острове дерева бортного зо бчолами и иншого дерева, которое ся годило на борты, много пожаром попалили, ку тому гоны бобровые в том же острове и в реце Стобохве тыеж обзырцы погонили, бобры побили, кожи подданых манастырских, которые на бобры ставят, порубали»
У 1577 р. Пісочне нараховувало 7 ланових димів і 5 городів.
В 1579 р. возний був «во именю его млсти (кн. Федора Романа Санґушка. -С. Г.) манастыра мелецкого в Песочне», де після скарги князя оглядав знищені обзирськими підданими межові знаки. 
У 1583 р. Пісочне нараховувало 7  димів і 5 городів.
Село залишалося духовною власністю упродовж останньої третини XVI ст. У цьому статусі воно документується у 1584 р.
Від Романа Федоровича право подавання перейшло до його сина Федора Сангушко. Після смерті Федора у 1592 р. спадщину поділили дві його сестри Олександра та Феодора котрі домовилися призначати ігумена  Мілецького монастиря, а отже і утримувача Пісочного, по черзі.
Наступною згадкою про село є інвентаризація Мілецько монастиря 3 квітня 1593 р. в котрій маємо такі відомості: двір з селом Пісочне в котрому димів 52, городів 5, меду 17 з четвертю відер.
У 1598 р. Януш Заславський з дружиною Олександрою Романівною за 1 000 золотих передали Володимирському земському судді Андрієві Заленському в заставне володіння разом з іншими селами «имене своє Песочно» («увязане» відбулося 1 червня)
У 1601 р. волинський «поборца» зібрав у Пісочному податки з 7 димів і 5 городників.
Про належність Пісочного до духовних посілостей свідчать акти 1602, 1620 (фільварок, двір і село), 1625, 1626, 1629 і 1634 рр.
У липні 1626 р. ігумен Паїсій (Іполитович Черкавський) «именем своим», а також кн. Олександра Олександровича Пронського з дружиною Ганною Лещинською, белзькою воєводиною («потомков зошлоє велможноє княжны Федоры Сангушковны, ктиторов помененого манастыра Мелецкого»), позивав кн. Юрія Заславського і луцького підкоморія Юрія Гулевича, які, «розграничаючи маетности свои», зруйнували «копцы», що визначали межі пісочинських ґрунтів, унаслідок чого «болшей, нижли на двисти лац миры ковелскоє отняли и отграничили, и с тых грунтов выбили». 
У 1629 р. в селі було 82 дими (1 дим в актах 1629  року дорівнював 1 будинку в котрому жили люди) . Баранович Олексій Іванович в своєму дослідженні "залюднення Волині в першій половині XVI ст." дійшов висновку що в середньому в такому помешканні жило 6 осіб а отже населення Пісочного станом на 1629 рік становило мінімум 492 особи.
Відомо, що 1633 р. село Пісочне (або його частина) перебувала в орендному володінні «жида Шмерля, мешчанина гулевского», право на яке він отримав від ігумена Паїсія (Іполитовича Черкавського).
У 1635 році розгорівся конфлікт у зв'язку з незаконним, на думку патрона обителі Юрія Заславського, «постоєм» у селі жовнірів. 15 червня возний відніс  Монастиря києвохристиянської традиції позов у скарзі «пана Петра Шковича по [...] кнежати Єго Мл Жаславского, а то до прислуханя се знесеня и скасованя вины баниции з єє публикациею в тыл заочне, вне ведомости повода преречоного, неправне и невинне, в суду головном трибуналском Любелском в року 1635 межи справами жолнирскими якобы о стояне в селе Пясечной, до манастыра Милецкого належачоє, и о вытягане якихси стаций отрыманое».
15 травня 1635 р. занотовано, що «в селе Писочне дымов тылко 74,(приблизно 444 мешканця) а пусток 8»
Наступні згадки про духовну посілість Пісочне датуються 1647 («с Пясечна, маетности до манастыра Мелецкого належачоє») і 1654 рр. (привілей кн. Владислава Домініка Заславського владиці Дионісію (Балабану) на обитель.
У лютому 1650 р. тут налічувалося 50(приблизно 300 мешканців) «дымов албо халуп».
У 1884 р Пісочне: "село Поворської волості Ковельського уїзду(повіту) Волинської губернії, було державне(там уточняється  форма власності), дворів 123, жителів 812, церква православна, школа, постоялий двір, 2 вітряних млина" .
У 1906 році село Поворської волості Ковельського повіту Волинської губернії. Відстань від повітового міста 28 верст, від волості 4. Дворів 178, мешканців 1258.

## Населення
Згідно з переписом УРСР 1989 року чисельність наявного населення села становила 904 особи, з яких 422 чоловіки та 482 жінки.
За переписом населення України 2001 року в селі мешкали 782 особи.

### Мова
Розподіл населення за рідною мовою за даними перепису 2001 року:
| Мова       | Відсоток |
| ---------- | -------- |
| українська | 99,63 %  |
| російська  | 0,25 %   |
| білоруська | 0,12 %   |

## Визначні місця
- В селі розташована дерев'яна Михайлівська церква. Зведена 1866 року. Церква має статус пам'ятки архітектури місцевого значення під охоронним № 175-м (згідно з рішенням № 76 від 3 квітня 1992 виконкому Волинської обласної ради)[25].

## Відомі персоналії
- Федорук Микола Трохимович — український державний, громадсько-політичний діяч.
- Музичук Тимофій Романович - мультиінструменталіст, співак, учасник гурту «Kalush Orchestra», переможець Євробачення 2022.